# Патриарший экзархат Ирака
Патриарший экзархат Ирака — экзархат Мелькитской католической церкви с центром в городе Багдад, Ирак. Патриарший экзархат Ирака распространяет свою юрисдикцию на всю территорию страны. В настоящее время кафедра Патриаршего экзарахата Ирака является вакантной.

## История
Со второй половины XIX века в Ираке стали селиться сирийские христиане-католики, которые первоначально находились под пастырским попечением латинской иерархии.
17 сентября 1838 года патриарх Мелькитской католической церкви Максимос III Маслум учредил Патриарший экзархат Ирака для верующих, проживающих в Ираке.
С начала XXI века в Ираке существует небольшая община Мелькитской католической церкви численностью около 400 человек, в собственности которой находилась только одна церковь святого Георгия в Багдаде. Этот храм был разрушен 17 октября 2003 года в ходе Иракской войны. C 2004 года Патриарший экзархат находится в прямом подчинении патриарха Григория III Лахама. В настоящее время пастырскую деятельность среди верующих Мелькитской католической церкви, проживающих в Ираке, осуществляют латинские священники из монашеского ордена редемптористов.

## Епископы
- епископ Макариос Андраос (1838—1886);
- епископ Романос Каллаб (1886—1926);
- епископ Максимос Хаким (1926—1964);
- епископ Исайах Даккак (1964—1971);
- епископ Базилос Канакри (1971—1978);
- епископ Ларентий Файкаль BS[1] (1979—1985);
- епископ Николас Дагер (1986—1994);
  - священник Георгий Эль-Мурр BC (1994—2004) — апостольский администратор.
  - вакансия.

## Источник
- Annuario Pontificio, Libreria Editrice Vaticana, Città del Vaticano, 2003, ISBN 88-209-7422-3.